# Michael Cretu
Michael Cretu (Roemeens: Mihai Creţu) (18 mei 1957) is een Roemeense musicus en de oprichter van Enigma. Cretu is ook bekend als Curly M.C. Hij is getrouwd geweest met zangeres Sandra Lauer van 1988 tot 2007, en ze hebben een tweeling.

## Biografie
Cretu werd geboren in 1957 van een Roemeense vader en Oostenrijkse moeder. Hij studeerde klassieke muziek op het 'Lyceum No 2' in Boekarest in 1965 en in Parijs in 1968. Later ging hij naar het conservatorium in Frankfurt en behaalde daar een graad in de muziek.
Cretu begon al in de late jaren 1970 met zijn muziekcarrière in diverse bands. Tevens was hij actief als studiomuzikant. Hij werd aangenomen als keyboardspeler en producent door Frank Farian, de Duitse musicus achter succesbands als Boney M.,  Milli Vanilli en No Mercy. Zo speelde hij op de elpee Oceans of Fantasy van Boney M. Ook werd hij studiomuzikant en arrangeur voor de Duitse groep Goombay Dance Band wat vooral bekend is van Sun of Jamaica. Hij produceerde het album van zijn vrouw, zangeres Sandra, die een grote hit in 1985 had met het nummer "(I'll never be) Maria Magdalena".
Cretu was eigenaar van de A.R.T. Studios, een opnamestudio op Ibiza. Hier woonde hij met zijn vrouw en kinderen. Sinds de scheiding in 2007 woont Cretu in Duitsland.

## Samenwerking
Cretu heeft tijdens zijn carrière met vele muzikanten samengewerkt, waaronder zijn ex-vrouw Sandra, Peter Cornelius, gitaristen Manfred Thiers en Jens Gad, Frank Peterson, David Fairstein, André Tanneberger (van ATB), zangeres Ruth-Ann Boyle (van de band Olive) en Andru Donalds.

## Trivia
In een interview vertelde Cretu dat hij vijf talen vloeiend spreekt: Duits, Engels, Frans, Spaans, en Roemeens.